# Pedicularis tatarinowii
Pedicularis tatarinowii är en snyltrotsväxtart som beskrevs av Carl Maximowicz. Pedicularis tatarinowii ingår i släktet spiror, och familjen snyltrotsväxter. Inga underarter finns listade i Catalogue of Life.